# Idaea infantilaria
Idaea infantilaria är en fjärilsart som beskrevs av Fuchs 1902. Idaea infantilaria ingår i släktet Idaea och familjen mätare. Inga underarter finns listade i Catalogue of Life.